# جيرزي تشرزالكا
جيرزي تشرزالكا (28 مارس 1933 – 13 أكتوبر 1976) هو مبارز بالسيف بولندي راحل، مثّل بلاده في الألعاب الأولمبية الصيفية 1960.

## روابط رياضية
جيرزي تشرزالكا على موقع أوليمبيديا (الإنجليزية)